# Kalervo Rauhala
Kalervo Rauhala   (Ylistaro, 19 d'octubre de 1930 - Seinäjoki, 21 de setembre de 2016) va ser un lluitador finlandès que va competir durant la dècada de 1950.
El 1952 va prendre part en els Jocs Olímpics d'Estiu de Hèlsinki, on va guanyar la medalla de plata en la competició del pes mitjà del programa de lluita grecoromana. En el seu palmarès també destaca una medalla de bronze al Campionat del Món de lluita de 1953. A nivell nacional va guanyar vuit títols finlandesos: els 1951, 1952, 1955 i 1957 en grecoromà i el 1953, 1954, 1955 i 1958 en lliure.